# Elke Ziegler
Elke Ziegler (* 19. März 1974 in Villach) ist eine österreichische Wissenschaftsjournalistin.

## Leben
Elke Ziegler arbeitet seit 1996 als Wissenschaftsjournalistin - zuerst als freie Journalistin unter anderem für die Tageszeitung Der Standard und das Nachrichtenmagazin profil; nach Absolvierung eines postgradualen Universitätslehrgangs für Wissenschaftskommunikation im Jahr 2004 Einstieg bei science.ORF.at als Redakteurin; seit 2013 zusätzlich Berichte über Wissenschaftsthemen für die aktuelle Radioinformation.
Sie hat während der Corona-Pandemie zahlreiche Studiogespräche und Analysen für die Ö1 Journale, Wissen Aktuell, die Radionachrichten auf Ö1, Ö-Regional und Ö3 sowie science.ORF.at gestaltet, wofür sie 2021 mit dem Robert-Hochner-Preis ausgezeichnet wurde. In ihrer Preisrede betonte sie die Notwendigkeit eines größeren Zugangs der Wissenschaft zu Daten und Transparenz bei evidenzbasierten politischen Entscheidungen. 2022 folgte der Staatspreis für Wissenschaftspublizistik „für engagierten und selbstbewussten Qualitätsjournalismus“. Die Laudatio hielt die Politikwissenschafterin Barbara Prainsack.
Elke Ziegler leitet die multimediale aktuelle Wissenschaftsredaktion des ORF. Neben ihrer Arbeit als Journalistin hält sie regelmäßig Vorträge zum Thema Wissenschaftsskepsis, beteiligt sich an Diskussionen über Aufgaben und Herausforderungen für die Wissenschaft und unterrichtet immer wieder an heimischen Hochschulen und Forschungseinrichtungen zum Thema Wissenschaftsjournalismus.

## Auszeichnungen
- 2022: Staatspreis für Wissenschaftspublizistik
- 2021: Robert-Hochner-Preis 2021
- 2018: Anerkennungspreis für Wissenschaftspublizistik des Bundesministeriums für Bildung, Wissenschaft und Forschung
- 2005: Nachwuchspreis der "Spitzen Feder"